# حمیدرضا مدقق
حمیدرضا مدقق (متولد ۱۳۴۹ در مشهد) روزنامه‌نگار، مجری، منتقد سینما و مدرس علوم ارتباطات است. او سردبیر بخش فرهنگ و هنر شبکه خبر است و مجری‌گری برنامه سینمایی «شهر فرنگ» را در این شبکه برعهده دارد. او به عنوان منتقد با ماهنامه سینمایی فیلم همکاری می کند. مدقق همچنین از حدود سال ۱۳۷۸، از مجریان نشست‌های خبری جشنواره فیلم فجر بوده‌است.
مدقق دکترای علوم ارتباطات خود را از دانشگاه علامه طباطبایی دریافت کرده و به تدریس و پژوهش در این دانشگاه می‌پردازد. او سابقه دبیری و داوری جشنواره‌های مختلف فرهنگی از جمله «مسابقه انجمن منتقدان خانه تئاتر»، «جشنواره عمار» و «جشنواره کتاب و رسانه برتر» را دارد.

## حرفه کاری
مدقق به عنوان روزنامه‌نگار و سردبیر بخش فرهنگ و هنر شبکه خبر فعالیت می‌کند. او همچنین در مجله فیلم به نقد سینما پرداخته و از مجریان نشست‌های خبری جشنواره فیلم فجر است. مدقق علاوه بر فعالیت روزنامه‌نگاری و نقد فیلم، به عنوان پژوهشگر حوزه رسانه فعالیت کرده و به تدریس ژورنالیسم و علوم ارتباطات می‌پردازد.
مدقق مجری و تهیه‌کننده برنامه شهر فرنگ در شبکه خبر است که سبک آن تاک شو در زمینه سینما است. برنامه شهر فرنگ فرمی مناظره‌محور دارد و معمولاً دارای دو کارشناس مهمان است. مدقق اجرای برنامه‌های دیگری چون «صدا، دوربین، حرکت» و «تیتر امشب» را نیز بر عهده داشته‌است.